# Orangenäbbad skogstrast
Orangenäbbad skogstrast (Catharus aurantiirostris) är en fågel i familjen trastar inom ordningen tättingar. Den förekommer i Centralamerika och norra Sydamerika, från Mexiko söderut till Venezuela och Colombia.

## Utseende och läte
Orangenäbbad skogstrast är en liten (15,5–17 cm) trast med karakteristiskt orangeröd näbb. Ovansidan är ljust rostbrun och undersidan gråvit. I ansiktet syns en tunn orange ögonring. Sången som hörs året runt är förhållandevis omusikalisk och torr, en kort serie med olika tunna och gnisslinga fraser och drillar som var för sig upprepas likt taltrasten flera gånger i följd, på engelska återgivet som "chiviree che-oo" eller "chik’r ssir-irr-it". Lätet beskrivs som ett nasalt stigande "whaaaaa".

## Utbredning och systematik
Orangenäbbad skogstrast delas in i hela 14 underarter med följande utbredning:
- melpomene-gruppen
  - Catharus aurantiirostris aenopennis – högländer i nordvästra Mexiko (norra Sinaloa till sydvästra Chihuahua)
  - Catharus aurantiirostris clarus – norra centrala delen av Mexiko (södra Sinaloa till väst Puebla och sydvästra Tamaulipas)
  - Catharus aurantiirostris melpomene – södra Mexiko (Veracruz, nordöstra Puebla, Oaxaca och Chiapas)
  - Catharus aurantiirostris bangsi – Guatemala till El Salvador och Honduras
  - Catharus aurantiirostris costaricensis – Nicaragua till nordvästra Costa Rica
- griseiceps-gruppen
  - Catharus aurantiirostris russatus – bergstrakter i sydvästra Costa Rica och västra Panama
  - Catharus aurantiirostris griseiceps – bergstrakter i västra Panama (östra Chiriquí och Veraguas)
  - Catharus aurantiirostris phaeopleurus – centrala Colombia (Cauca övre Patía och Guáitara[förtydliga])
- aurantiirostris-gruppen
  - Catharus aurantiirostris sierrae – Sierra Nevada de Santa Marta (nordöstra Colombia)
  - Catharus aurantiirostris inornatus – östra Andernas västsluttning i Colombia (Santander)
  - Catharus aurantiirostris insignis – norra Colombia (övre Magdalenadalen)
  - Catharus aurantiirostris aurantiirostris – bergstrakter i nordöstra Colombia och nordvästra Venezuela
  - Catharus aurantiirostris barbaritoi – västra Venezuela (Sierra de Perija) och dalgångar längs övre Rio Negro 
  - Catharus aurantiirostris birchalli – bergstrakter i nordöstra Venezuela (Sucre) samt Trinidad

Underarten aenopennis inkluderas ofta i clarus, bangsi i melpomene och russatus i griseiceps.
Arten har tillfälligt setts i sydligaste USA.

## Levnadssätt
Orangenäbbad skogstrast är en lokalt vanlig art i lägre bergsområden där den ses i tät undervegetation i skogsbryn, ungskog eller kaffeplantage, olikt alla andra skogstrastar i Centralamerika som vanligen ses i blötare miljöer och dessutom högre upp i bergen. Den ses ofta hoppa på marken eller sjunga från en låg sittplats i ett tätt buskage. Födan består av insekter, spindlar, maskar och andra ryggradslösa djur, men tar också frukt och frön, bland annat bär från Miconia trinervia och frön från epifyten Clusia. På Trinidad har den setts följa vandringsmyror för att ta insekter som dessa skrämmer upp.

### Häckning
Fågelns häckningssäsong varierar geografiskt, från april–septemner i Mexiko till mars–augusti i Costa Rica och mars–juli samt i november i Colombia. Det rätt voluminösa skålformade boet av mossa, gräs och rötter placeras på mellan en och två meters höjd i en buske. Däri öägger den två till tre grå, blå, ljusblå eller gröbvita ägg med rödbruna och ljuslila fläckar. Dessa ruvas i 13–15 dagar och ungarna är flygga 13–17 dagar efter kläckning.

## Status och hot
Artens population har inte uppskattats och dess populationstrend är okänd, men utbredningsområdet är relativt stort. Internationella naturvårdsunionen IUCN anser inte att den är hotad och placerar den därför i kategorin livskraftig.